# Карлинвилл (Иллинойс)
Карлинвилл (англ. Carlinville) — город в США в округе Макупин штата Иллинойс. Административный центр округа Макупин.
Карлинвилл находится в центре округа Макупин. К юго-западу от города в 90 км расположен Сент-Луис, столица Иллинойса город Спрингфилд находится в северо-восточном направлении — в 68,9 км.
В 21 км к востоку от Карлинвилля проходит межштатная автомагистраль I-55, которая является кратчайшим маршрутом из Чикаго в Сент-Луис.
Железнодорожная линия, идущая из Сент-Луиса в Спрингфилд, также проходит через Карлинвилл. Наряду с грузовыми поездами пассажирские поезда Amtrak несколько раз в день курсируют по маршруту между Сент-Луисом и Чикаго.
Занимает площадь 8,72 км². Высота над уровнем моря — 191 м.

## Население
| Год  | Численность | Численность |
| ---- | ----------- | ----------- |
| 2000 | 5685        |             |
| 2010 | 5917        | [ 2 ] [ 4 ] |
| 2020 | 5710        | [ 3 ]       |

Население города составляло 5710 человек (2020). Плотность населения — 921 чел/км².

## История
Создан в 1865 году. Назван в честь политика и губернатора штата Иллинойс Томаса Карлина (1789—1852), основателя округа Макупин.

## Демография
По переписи 2000 года население города составляло 5685 человек. Плотность населения составляла 922,0 чел/км².
Расовый состав населения в 2000 году составлял: 97,0 % белых , 1,5 % афроамериканцев , 0,2 % коренных американцев , 0,3 % азиатов и 0,2 % прочих. 0,7 % заявили, что они произошли как минимум от двух из этих групп. 0,8 % населения составляли выходцы из Латинской Америки, которые принадлежали к различным из упомянутых групп.
23,4 % были моложе 18 лет, 12,8 % от 18 до 24 лет, 25,1 % от 25 до 44 лет, 19,4 % от 45 до 64 лет и 19,4 % от 65 лет и старше. Средний возраст составил 37 лет. По статистике на каждые 100 женщин приходилось 89,7 мужчин и 84,1 лиц старше 18 лет.
Средний доход на семью составлял $34 259, а средний доход семьи — $39 693. Доход на душу населения составлял $16 663. Около 9,0 % семей и 12,5 % всего населения имели доход ниже черты бедности .

## Персоналии
- Остин, Мэри (1868—1934) — американская писательница и эссеист.